# Sântioana (okręg Kluż)
Sântioana – wieś w Rumunii, w okręgu Kluż, w gminie Țaga. W 2011 roku liczyła 567 mieszkańców.